# Kamisunagawa, Hokkaido
Kamisunagawa (上砂川町 Kamisunagawa-chō?) este un oraș⁠(d) situat în subprefectura Sorachi⁠(d), Hokkaido, Japonia.
La 1 octombrie 2020, orașul avea o populație estimată de 3.278 de locuitori. Suprafața totală este de 39,91 km2.  În Kamisunagawa există o instalație de testare a microgravitației utilizată în scopuri astronomice.
Din 1980, Kamisunagawa este orașul înfrățit al lui Sparwood⁠(d) din Columbia Britanică, Canada.

## Istorie
- 1949 - Orașul Kamisunagawa s-a desprins de orașele Sunagawa și Utashinai (parțial).
- 2009 – Orașul Kamisunagawa, mai precis instalația sa de testare a microgravitației, devine omonimul unui crater de pe 25143 Itokawa, un asteroid vizitat de nava spațială japoneză Hayabusa, fără echipaj.

## Cultură

### Mascotă
Mascota lui Kamisunagawa este Shi-tan (し～たん?) . El este o ciupercă shiitake. Numele său este necunoscut, dar numele său provine fie din „orașul shiitake”, „orașul vede” sau „orașul de shiitake și cărbune”.

## Oameni notabili din Kamisunagawa
- Ikuro Takahashi⁠(d), baterist
- Junichi Watanabe, scriitor
- Ryoko Yamagishi⁠(d), artist manga